# Arturo Chaires
Arturo Chaires Riso (Guadalajara, 1937. március 14. – 2020. június 18.) válogatott mexikói labdarúgó, hátvéd.

## Pályafutása
Karrierje legnagyobb részét a Guadalajarában töltötte, ahol ötszörös bajnok, kétszeres kupa- és ugyancsak ötszörös szuperkupa-győztes lett, ezeken kívül pedig egyszer CONCACAF-bajnokok ligája serlegét is a magasba emelhette.
A mexikói válogatottal két világbajnokságon is részt vett, 1962-ben és 1966-ban. A nemzeti csapatban huszonnégy meccsen szerepelt, melyeken gólt nem szerzett.

## Sikerei, díjai
CD Guadalajara
- CONCACAF-bajnokok ligája (1): 1962
- Mexikói bajnok (5): 1960–61, 1961–62, 1963–64, 1964–65, 1969–70
- Mexikói kupa (2): 1962–63, 1969–70
- Mexikói szuperkupa (5): 1960, 1961, 1964, 1965, 1970